# Madecassometallyra madecassa
Madecassometallyra madecassa là một loài bọ cánh cứng trong họ Cerambycidae.